# Benka Barloschky
Benka Stanislas Barloschky (* 1. Januar 1988 in Bremen) ist ein deutscher Basketballtrainer. Er ist seit dem 8. Januar 2023 Cheftrainer der Hamburg Towers.

## Laufbahn
Barloschky spielte als Heranwachsender Fußball und Tennis sowie in der Jugend beim BTS Neustadt und beim TSV Lesum in seiner Heimatstadt Bremen Basketball, ehe er in die Nachwuchsabteilung des Bundesligisten EWE Baskets Oldenburg wechselte. Später lief der knapp 1,90 Meter große Aufbauspieler für den Oldenburger TB sowie den VfL Stade in der Regionalliga auf, während er ab 2009 ein Jurastudium in Hamburg absolvierte. Er schloss das Grund- und Hauptstudium ab, Examensprüfungen legte er nicht ab.
Aus gesundheitlichen Gründen (Beckenschiefstand) beendete er 2013 seine Spielerlaufbahn und übernahm beim VfL Stade das Traineramt. Mit den Niedersachsen war er in seinem letzten Spielerjahr von der Regionalliga in die 2. Bundesliga ProB aufgestiegen. Als Trainer betreute er Stade während der ProB-Saison 2013/14, musste aber den Abstieg hinnehmen. Auch im Spieljahr 2014/15 (nun in der Regionalliga) saß Barloschky in Stade auf der Trainerbank.
Zur Saison 2015/16 wechselte Barloschky als Co-Trainer zu den Hamburg Towers in die 2. Bundesliga ProA. Mitte Februar 2018 wurde er bei den Hanseaten nach der Trennung von Hamed Attarbashi zum Cheftrainer befördert. Als Mike Taylor im Mai 2018 als neuer Hamburger Trainer verpflichtet wurde, rückte Barloschky auf den Posten des Assistenztrainers zurück. In diesem Amt war er am Gewinn des ProA-Meistertitels im Spieljahr 2018/19 beteiligt. Zur Saison 2019/20 trat er beim SC Rist Wedel in der 2. Bundesliga ProB das Amt des Cheftrainers an, blieb aber zudem Assistenztrainer bei den Hamburg Towers. Seine Arbeit als Trainer von Rist Wedel beendete er im Juni 2021. Als Hamburger Assistenztrainer rückte er zu Jahresbeginn 2023 kurzzeitig in die Hauptverantwortung, als Cheftrainer Raoul Korner die Mannschaft krankheitsbedingt nicht leiten konnte. Kurz darauf wurde Korner beurlaubt und Barloschky zu dessen Nachfolger bestimmt.